# Ion C. Brătianu
Ion C. Brătianu (Pitești, 2 giugno 1821 – Ştefăneşti, 16 maggio 1891) è stato un politico romeno, più volte primo ministro e membro del governo.

## Biografia

### La giovinezza
Nato in una famiglia di proprietari terrieri della Valacchia, si arruolò nel 1838 nell'esercito, ma nel 1841 si trasferì per studiare a Parigi. Tornato in patria, prese parte con l'amico Constantin Alexandru Rosetti ed altri giovani politici alla Rivoluzione della Valacchia del 1848, svolgendo le funzioni di Prefetto di polizia nel governo provvisorio che venne formato dai rivoluzionari.
La restaurazione che seguì alla sconfitta dei rivoluzionari costrinse tuttavia ben presto Brătianu all'esilio. Trovò rifugio nuovamente a Parigi, e qui si adoperò per influenzare l'opinione pubblica francese in favore dell'unione e dell'autonomia dei Principati danubiani; questa attività non era però ben vista dalle autorità francesi e nel 1854 Brătianu fu prima arrestato e incarcerato, quindi confinato in un luogo isolato. Riuscì infine a fare ritorno in Valacchia nel 1856.
Fu membro della Massoneria.